# 4358 Lynn
4358 Lynn је астероид главног астероидног појаса са средњом удаљеношћу од Сунца која износи 2,607 астрономских јединица (АЈ).
Апсолутна магнитуда астероида је 12,2.